# Čearretsuolu, Karasjoks kommun
Čearretsuolu är en ö i Karasjoks kommun i Finnmark fylke i norra Norge. Ön ligger i Enare älv som här utgör gräns mellan Norge och Finland.
Öns area är omkring 250 kvadratmeter och dess största längd är 30 meter i sydväst-nordöstlig riktning.